# Acmopolynema incognitum
Acmopolynema incognitum är en stekelart som först beskrevs av Narayanan, Subba Rao och Kaur 1960.  Acmopolynema incognitum ingår i släktet Acmopolynema och familjen dvärgsteklar. Inga underarter finns listade i Catalogue of Life.